# ديوان (عمارة)

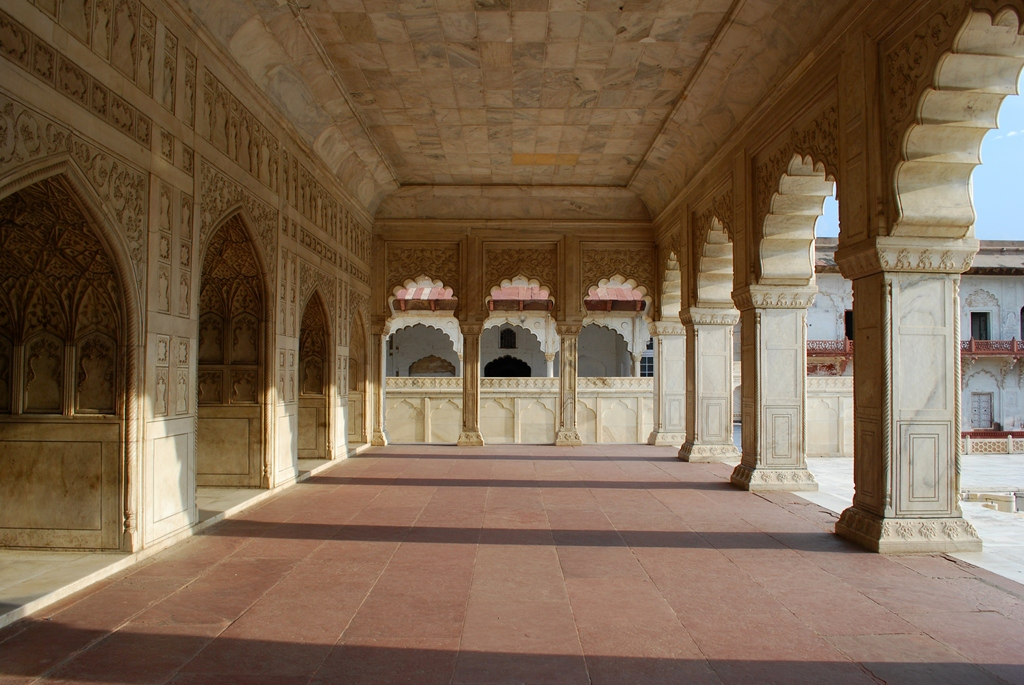
الديوان الخاص في قلعة أغرة.

الديوان هو مصطلح من أصل فارسي يشير إلى أنواع مختلفة من قاعات الاستقبال. يظهر هذا المصطلح في أمثلة مختلفة من العمارة الإسلامية، وبمعنى أكثر تحديداً في العمارة المغولية، يمكن أن يشير أيضاً إلى غرفة المجلس الحكومي (المرتبطة بالديوان). يميل إلى الظهور بشكل أزواج في العواصم الإمبراطورية المغولية؛ أشهرها في قلعة أغرة، ولكن هناك آخرون كالحصن الأحمر في دلهي، وفاتح بور سيكري وبعض العواصم الأميرية الأخرى مثل《بلدة أمير》 وأيضاً في حصن لاهور في باكستان.

## الديوان العام
كان قاعة المحكمة للجمهور العام، حيث يجمع الحاكم جمهوراً كبيراً، كان يجلس على عرشه مقابل المتظلمين. يقوم وزيره بجمع التظلمات وإحالتها إلى الديوان الخاص. شاهجهان هو من أنشأ الديوان العام.

## الديوان الخاص
كان قاعة المحكمة للجمهور الخاص، أصغر من الديوان العام. هنا تم منح المبعوثين والضيوف الكرام لقاء شخصي مع الحاكم. في أغرة، الديوان الخاص عبارة عن هيكل رخامي صغير بالقرب من الديوان العام. يوجد داخل الحصن الأحمر. كان أكثر المباني التي بناها شاهجهان زينةً. تم تزيينه بالأحجار الكريمة وبطانات الذهب والفضة.